# Visma Spcs
 Visma Spcs AB, tidigare SPCS, Scandinavian Personal Computer Systems, startades i Växjö 1984 av Jan Älmeby och Rolf Dahlberg. Visma Spcs är ett av de större svenska mjukvaruföretagen. Den huvudsakliga målgruppen är små och medelstora företag samt redovisningsbranschen. Företagets produkter och internetlösningar används även av organisationer, föreningar, utbildningsförbund och skolor. Produkt- och tjänstesortimentet omfattar ekonomisystem, internettjänster och appar för exempelvis bokföring, fakturering, tidredovisning, lönehantering samt lösningar för professionell redovisning. Företaget har omkring 450 anställda fördelade på utveckling, försäljning, support, marknadsföring, utbildning, personal, ekonomi och IT. Huvudkontoret ligger i Växjö och övriga kontor i Göteborg, Malmö, Lund och Stockholm där det även finns en butik. Visma Spcs ingår i den norska Visma-koncernen.
Under 2025 bytte Visma Spcs tjänster, såsom bokföringsprogrammet Visma eEkonomi, namn till Spiris.